# Amblystomus metrius
Amblystomus metrius es una especie de escarabajo del género Amblystomus, categorizada en la tribu Harpalini, de la subfamilia Harpalinae. Fue descrita por Basilewsky en 1951.
Se distribuye por África: Mauritania, Senegal, Gambia y Chad. Fue publicada en Basilewsky, P. Révision générale des Harpalinae d`Afrique et de Madagascar (Coleoptera Carabidae). II. -. Annales du Musée du Congo Belge (Série in-8° - Sciences Zoologiques), 9: 1-333., pls. (Tervuren). (1951).